# ولکا لچیک
ولکا لچیک (به لاتین: Velká Lečice) یک ناحیه در جمهوری چک است که در Příbram District واقع شده‌است.